# Hodabatte, Sorab
Hodabatte là một làng thuộc tehsil Sorab, huyện Shimoga, bang Karnataka, Ấn Độ.